# زولنويي
زولنويي (بالروسية: Зольное) هي مدينة في مقاطعة سمارا أوبلاست في روسيا. يبلغ عدد سكانها حوالي 1772 نسمة.